# جان بيار بريمر
جان بيار بريمر (بالفرنسية: Jean-Pierre Bremer)‏ هو مجدف فرنسي، ولد في 30 يناير 1957.

## وصلات خارجية
- جان بيار بريمر على موقع الاتحاد الدولي للتجديف (الإنجليزية)
- جان بيار بريمر على موقع اللجنة الأولمبية الدولية (الإنجليزية)
- جان بيار بريمر على موقع أوليمبيديا (الإنجليزية)